# Восток (Приморский край)
Восто́к — посёлок городского типа в Красноармейском районе Приморского края, центр и единственный населённый пункт Востокского городского поселения.
Распоряжением Правительства РФ от 29 июля 2014 года № 1398-р «Об утверждении перечня моногородов» пгт включён в категорию «Монопрофильные муниципальные образования Российской Федерации (моногорода), в которых имеются риски ухудшения социально-экономического положения».

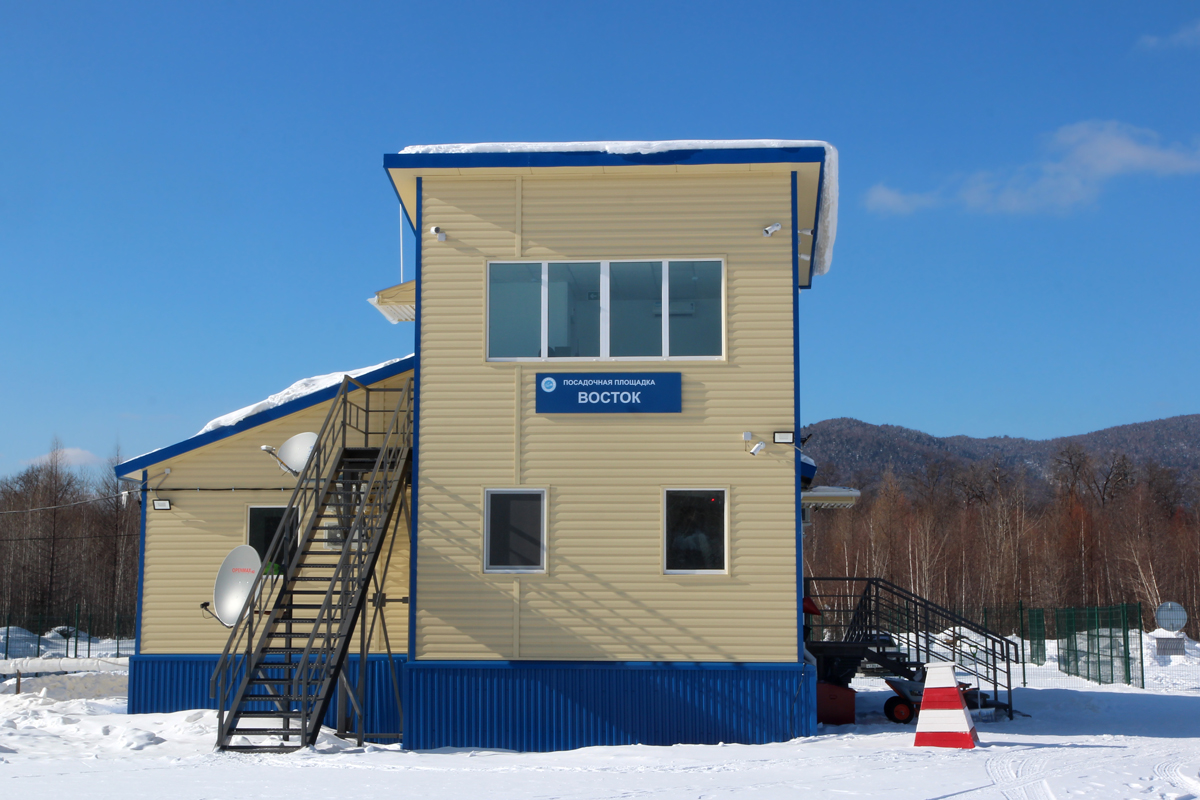
Посадочная площадка в поселке Восток

## География
Расстояние до районного центра, села Новопокровка, составляет 123 км по прямой и 180 км по дороге (через Глубинное и Рощино).
Расстояние до ближайшей железнодорожной станции в городе Дальнереченске — 220 км.
Стоит в верховьях реки Дальняя (до переименования в 1972 году река носила название Татибе).

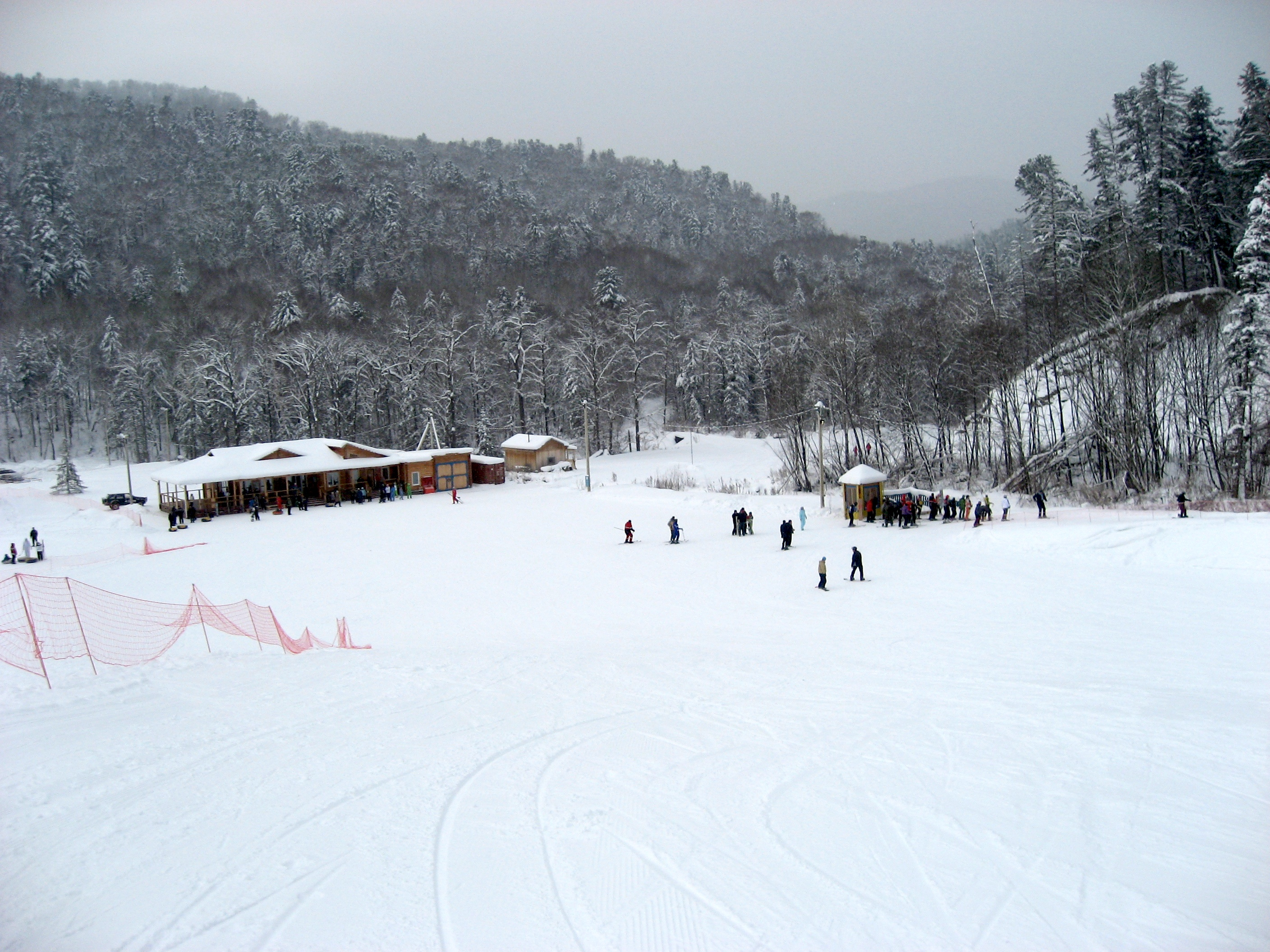
Горнолыжная база в пос. Восток

## История
Статус посёлка городского типа — с 1980 года.
Вся история посёлка связана с градообразующими предприятиями ОАО «Приморский ГОК» и ОАО ГРК «АИР», которые ведут совместную разработку месторождения «Восток-2», обнаруженного в верховьях реки Дальняя в 1961 году на ключе Восток-2, названном так в честь космического корабля «Восток-2».
В 1968 году началось строительство рабочего поселка, а в 1977 году была сдана в эксплуатацию «Приморская обогатительная фабрика». На месторождении добывается ценный металл вольфрам, который является символом посёлка.
Градообразующие предприятия поддерживают спортивные учреждения, дом культуры, школу, детский сад. В посёлке построен один из лучших на Дальнем Востоке горнолыжных комплексов: «Восток». Также здесь круглогодично действует санаторий-профилакторий.
В 2008 году посёлку Восток исполнилось 40 лет, к этой дате был выпущен фильм «С днем рождения, Восток!».
В связи с окончанием запасов руды и невозможностью пополнения сырьевой базы в пределах эксплуатируемого месторождения в 2007 году Приморский ГОК приобрел лицензию на разведку и добычу руды месторождения «Скрытое». В период с 2007 по 2014 год были произведены работы по доразведке, подтверждению запасов в ГКЗ, разработан и получено положительное заключение госэкспертизы по проекту освоения месторождения. Но так как у предприятия нет средств на освоение и отсутствуют инвесторы, строительство рудника так и не началось. По предварительной оценке строительство рудника займет от 3-7 лет при том, что рентабельные запасы месторождения иссякнут к 2020 году.

## Население
| 1989  | 2002  | 2009  | 2010  | 2011  | 2012  | 2013  |
| ----- | ----- | ----- | ----- | ----- | ----- | ----- |
| 6106  | ↘3536 | ↗3970 | ↗4103 | ↗4112 | ↘4005 | ↘3969 |
| 2014  | 2015  | 2016  | 2017  | 2018  | 2019  | 2020  |
| ↘3914 | ↗3925 | ↘3853 | ↘3848 | ↘3833 | ↘3767 | ↘3718 |
| 2021  | 2023  | 2024  |       |       |       |       |
| ↘3313 | ↘3236 | ↘3159 |       |       |       |       |

Население по переписи 2002 года составило 3536 человек, из которых 48,3 % мужчин и 51,7 % женщин.

## Климат
Посёлок Восток приравнен к районам Крайнего Севера.
- Среднегодовая температура воздуха — 1,8 градуса
- Относительная влажность воздуха — 67,9 %
- Средняя скорость ветра — 4,5 м/с

| Показатель | Янв.  | Фев.  | Март  | Апр.  | Май   | Июнь | Июль | Авг. | Сен.  | Окт.  | Нояб. | Дек.  | Год  |
| --- | ----- | ----- | ----- | ----- | ----- | ---- | ---- | ---- | ----- | ----- | ----- | ----- | ---- |
| Абсолютный максимум, °C                                                                                             | 2,0   | 6,9   | 20,4  | 29,6  | 33,4  | 39,8 | 41,6 | 40   | 30,1  | 24,8  | 16,9  | 4,5   | 41,6 |
| Средний суточный максимум, °C                                                                                       | −14,4 | −9,1  | −0,8  | 10    | 16,7  | 22   | 25,3 | 22,4 | 17    | 7,9   | −2,9  | −12   |      |
| Средняя температура, °C                                                                                             | −21,5 | −16,3 | −8    | 2,8   | 8,2   | 15,0 | 18,6 | 15,8 | 9,8   | 1,5   | −8,2  | −18   | 0,4  |
| Средний суточный минимум, °C                                                                                        | −28   | −23,4 | −15,2 | −3    | 2,3   | 8,1  | 11,4 | 8,7  | 2,6   | −4,6  | −16,6 | −24,7 |      |
| Абсолютный минимум, °C                                                                                              | −54   | −50,4 | −41,1 | −22,6 | −11,7 | −2,4 | −0,9 | −3   | −12,5 | −24,7 | −35   | −49   | −54  |
| Источник: RETScreen. www.retscreen.net. Дата обращения: 2 июня 2020. Архивировано из оригинала 5 декабря 2015 года. |       |       |       |       |       |      |      |      |       |       |       |       |      |